# Ostap Markewycz
Ostap Myronowycz Markewycz, ukr. Остап Миронович Маркевич (ur. 4 kwietnia 1978 w obwodzie lwowskim) – ukraiński piłkarz, grający na pozycji pomocnika, trener piłkarski. Syn znanego trenera Myrona Markewycza.

## Kariera piłkarska

### Kariera klubowa
1 kwietnia 1998 rozpoczął karierę piłkarską w drugiej drużynie Karpat Lwów. Po jednym meczu ze względu na problemy zdrowotne musiał zakończyć karierę piłkarza.

## Kariera trenerska
Po zakończeniu kariery piłkarskiej na pewien czas wycofał się z futbolu. Pracował w regionalnych urzędach celnych. Następnie szkolił dzieci w Szkole Sportowej w Winnikach. Potem wyjechał do Hiszpanii, gdzie postanowił zostać trenerem piłki nożnej. Najpierw pracował w sztabie szkoleniowym klubu Villarreal CF C, który grał w Tercera División (czwarta liga mistrzostw Hiszpanii). Pod koniec czerwca 2016 roku został trenerem Villarreal U-19, z którym zdobył srebrne medale mistrzostw Hiszpanii. Trenował drużynę młodzieżową Villarrealu do 2019 roku. W połowie czerwca 2019 został trenerem ukraińskiego klubu Ahrobiznes Wołoczyska. Wkrótce, 14 października 2019 roku został mianowany na stanowisko głównego trenera Czornomorca Odessa, z którym pracował do 27 kwietnia 2020 roku. 3 sierpnia 2020 roku otrzymał propozycję prowadzenia FK Mariupol. 15 maja 2022 po inwazji Rosji na Ukrainę klub ogłosił o rezygnacji w rozgrywkach sezonu 2022/23. Wszyscy piłkarze i pracownicy otrzymali status wolnego agenta. 15 listopada 2022 zastąpił Sebastiana Letniowskiego na stanowisku trenera klubu Radunia Stężyca, grającej w II lidze.